# Universitat de Madrid
Universitat de Madrid o Universitat Central van ser els noms que va prendre la Universitat d'Alcalà d'Henares quan va ser traslladada a Madrid a mitjans del segle xix, després de la Llei Moyano de 1857.
Més endavant prendria el nom d'Universitat Complutense de Madrid quan es va fundar, cap a 1968, la Universitat Autònoma de Madrid. El 1973, les escoles tècniques superiors i mitjanes d'enginyeria i arquitectura d'aquesta universitat juntament amb altres centres superiors dependents dels ministeris de Defensa, Indústria i Obres Públiques es van unir per a formar la Universitat Politècnica de Madrid.